# Le Cinglegros
Le Cinglegros je vyhlídkový skalní útvar nalézající se na katastrálním území francouzské obce Saint-Pierre-des-Tripiers ležící na jihozápadním okraji francouzského departementu Lozère v regionu Occitanie nad údolím řeky Tarn. Skalní útvar nalézající se na okraji náhorní plošiny Causse Méjean je zpřístupněn po kovových žebřících a umožňuje panoramatické výhledy do soutěsky Gorges du Tarn.

## Popis
Vyhlídka Le Cinglegros je přístupná po turistických chodnících vycházejících buď z obce Le Rozier ležící na soutoku řek Tarn a Jonte. Tato túra je dlouhá 14,5 km a vede z Le Rozier přes vyhlídku Rocher de Capluc a dále přes rozcestí Col de Francbouteille na rozcestí u osady Cassagnes, kde se odbočí doleva směrem k Echelles le Cinglegros. Před vyhlídkou Le Cinglegros upozorňují značky na obtížný úsek – následuje strmý sestup a výstup po řadě kovových žebříků až na vrcholovou vyhlídkovou plošinu.
Pro návrat zpět do Le Rozier se po sestupu z vrcholové vyhlídky pokračuje po stezce dolů, která prochází přes samotu Plaissance. Tato zpáteční cesta vede níže po stěně soutěsky Gorges du Tarn s nejdramatičtějšími výhledy v zádech.
Další možností pro návštěvu této vyhlídky je využít parkoviště u osad Cassagnes nebo La Bourgarie na náhorní plošině Causses Méjean. Tyto túry budou v tomto případě dlouhé s návratem k automobilu 5 až 10 km.

## Galerie

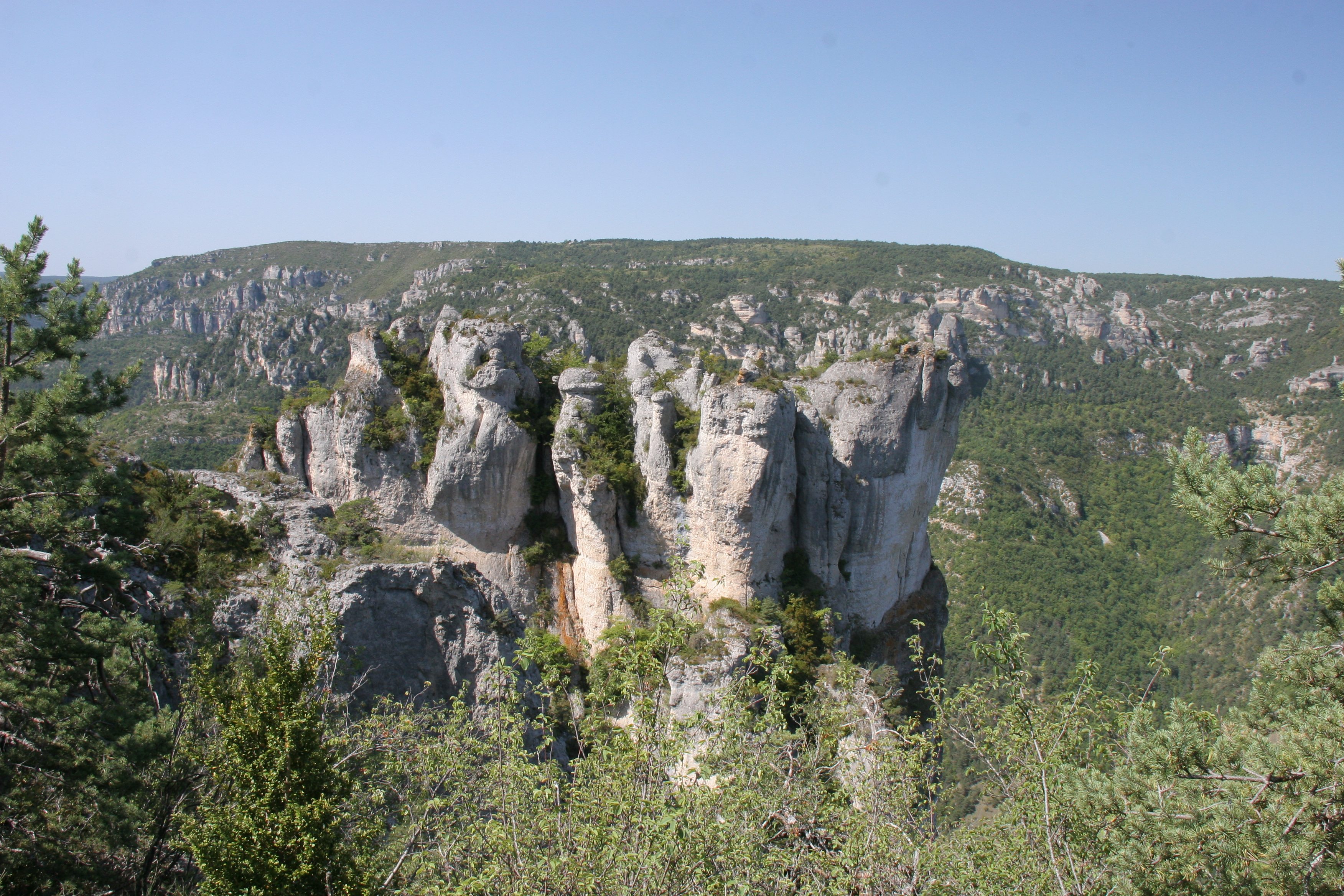
pohledy na Le Cinglegros
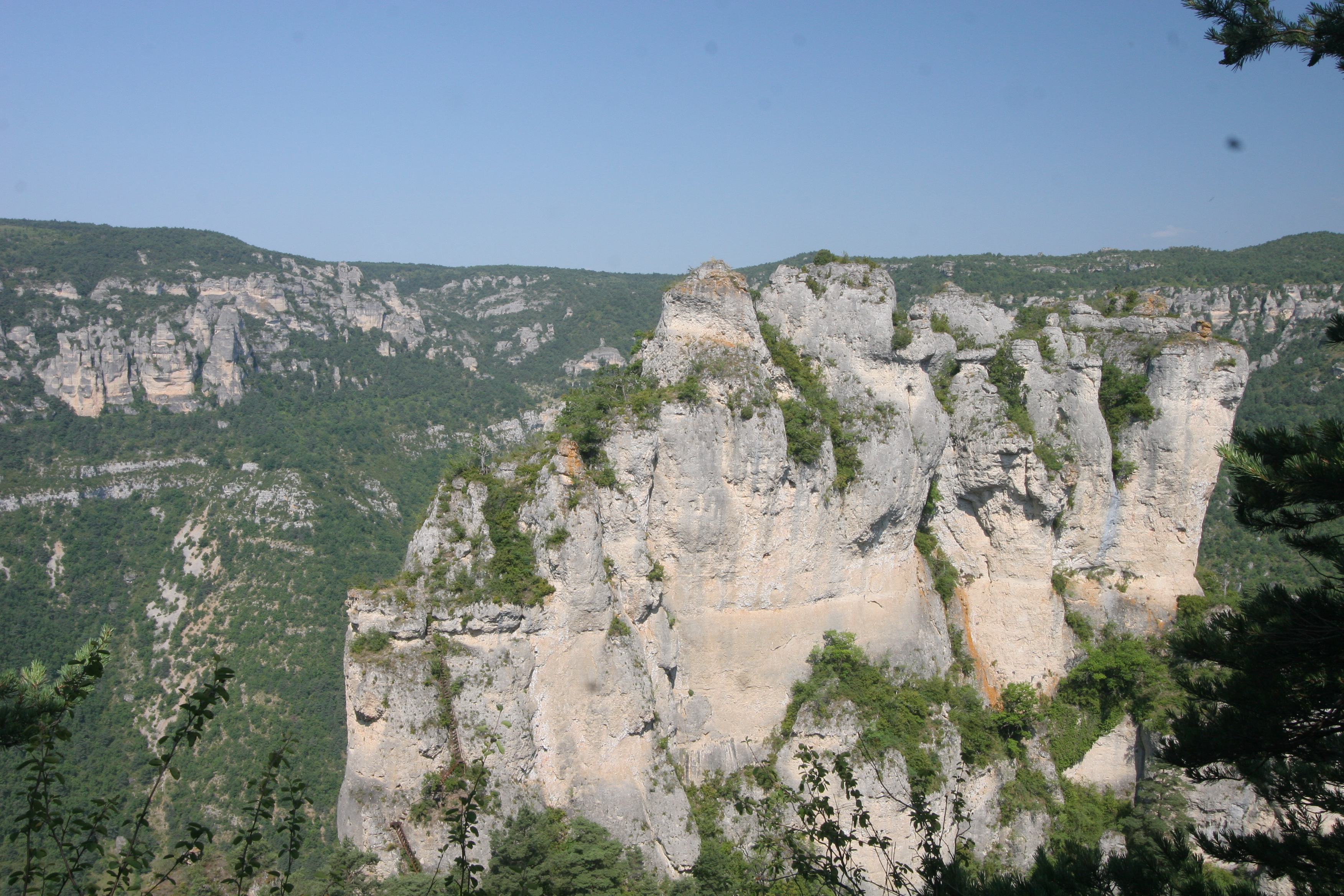
pohledy na Le Cinglegros
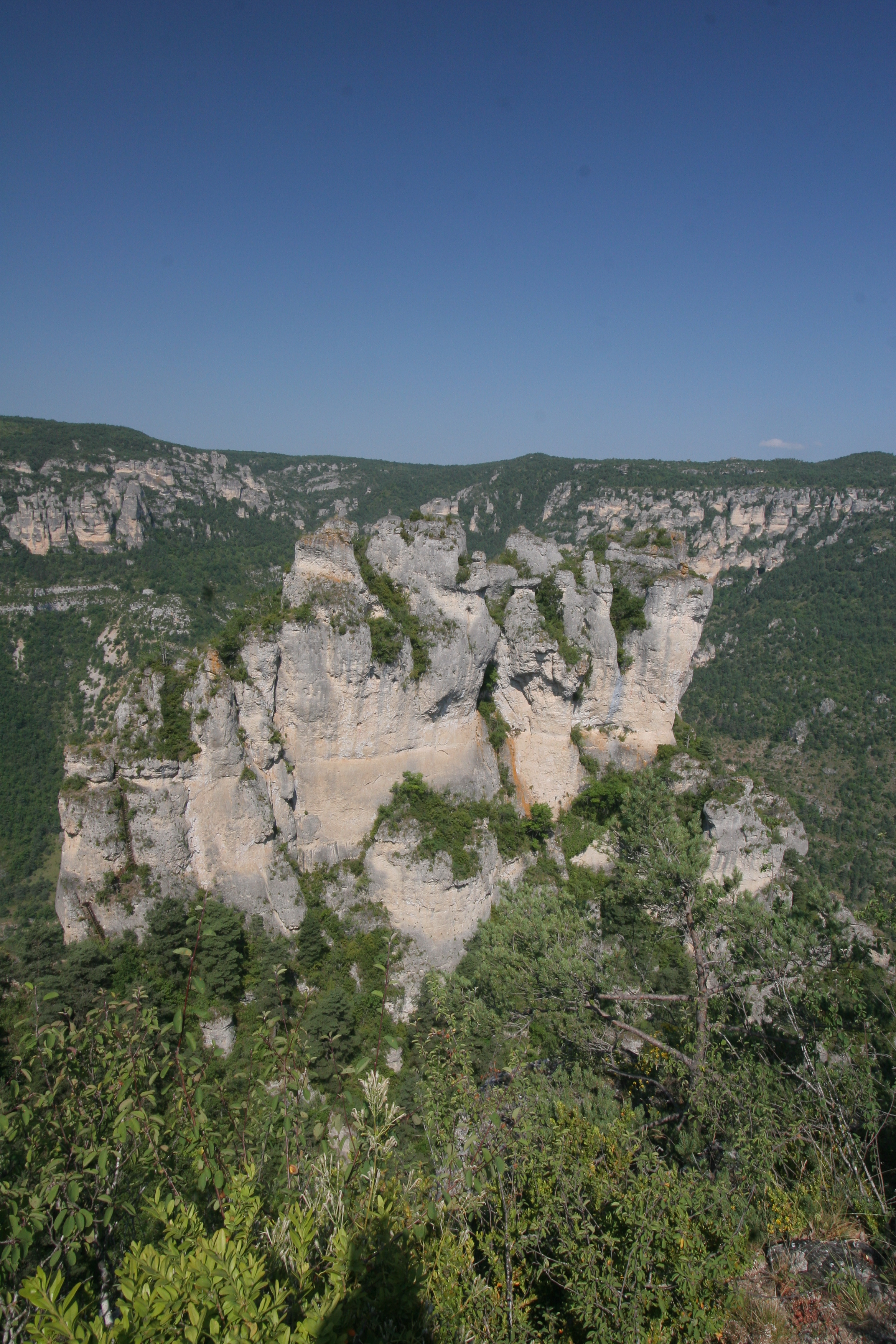
pohledy na Le Cinglegros